# Allochaeta longiciliata
Allochaeta longiciliata är en tvåvingeart som beskrevs av Borgmeier 1926. Allochaeta longiciliata ingår i släktet Allochaeta och familjen puckelflugor. Inga underarter finns listade i Catalogue of Life.